# Velika nagrada Pikardije
Velika nagrada Pikardije je bila avtomobilistična dirka, ki je potekala med letoma 1927 in 1935 potekala v francoskem mestu Péronne. Med dirkači sta najuspešnejša Henry Auber in Philippe Étancelin s po dvema zmagama, med moštvi pa Bugatti s petimi zmagami.

## Zmagovalci
| Leto | Zmagovalec         | Moštvo     | Dirkališče | Poročilo |
| ---- | ------------------ | ---------- | ---------- | -------- |
| 1935 | Robert Benoist     | Bugatti    | Péronne    | Poročilo |
| 1934 | Benoit Falchetto   | Maserati   | Péronne    | Poročilo |
| 1933 | Philippe Étancelin | Alfa Romeo | Péronne    | Poročilo |
| 1932 | Philippe Étancelin | Alfa Romeo | Péronne    | Poročilo |
| 1931 | »Ivernel«          | Bugatti    | Péronne    | Poročilo |
| 1930 | Max Fourny         | Bugatti    | Péronne    | Poročilo |
| 1929 | Henry Auber        | Bugatti    | Péronne    | Poročilo |
| 1928 | Henry Auber        | Bugatti    | Péronne    | Poročilo |
| 1927 | Phillipe Auber     | Bugatti    | Péronne    | Poročilo |